# Férfi 200 méteres vegyesúszás a 2011. évi nyári európai ifjúsági olimpiai fesztiválon
A Trabzonban rendezett 2011. évi nyári európai ifjúsági olimpiai fesztiválon az úszó versenyszámok közül a férfi 200 méteres vegyesúszást július 25-én rendezték.

## Előfutamok
| H   | F | Név                      | Nemzet             | E       | Mj |
| --- | - | ------------------------ | ------------------ | ------- | -- |
| 1.  | 4 | Mikhail Dovgalyuk        | Oroszország        | 2:06.65 | QA |
| 2.  | 2 | Matthew Johnson          | Egyesült Királyság | 2:07.25 | QA |
| 3.  | 3 | Földházi Dávid           | Magyarország       | 2:08.65 | QA |
| 4.  | 4 | Etay Gurevich            | Izrael             | 2:09.54 | QA |
| 5.  | 2 | Daniel Andersen          | Dánia              | 2:09.83 | QA |
| 6.  | 4 | Alexandre Redon          | Franciaország      | 2:09.92 | QA |
| 7.  | 2 | Jakub Tobias             | Csehország         | 2:09.97 | QA |
| 8.  | 3 | Dominik Macie Ciezkowski | Lengyelország      | 2:10.55 | QA |
| 9.  | 3 | Jaume Jimenez            | Spanyolország      | 2:10.66 | QB |
| 10. | 4 | Lucas Greven             | Hollandia          | 2:10.67 | QB |
| 11. | 1 | Alpkan Ornek             | Törökország        | 2:10.68 | QB |
| 12. | 3 | Dieter Ruijten           | Belgium            | 2:10.77 | QB |
| 13. | 3 | Adam Paulsson            | Svédország         | 2:10.81 | QB |
| 14. | 2 | Pavel Chaikou            | Fehéroroszország   | 2:11.41 | QB |
| 15. | 4 | Tuomas Pokkinen          | Finnország         | 2:11.62 | QB |
| 16. | 2 | Christian Rosso          | Olaszország        | 2:11.78 | QB |
| 17. | 2 | Christos Mouzas          | Görögország        | 2:12.13 |    |
| 18. | 3 | Sean O'brien             | Írország           | 2:12.43 |    |
| 19. | 3 | Miha Bernat              | Szlovénia          | 2:12.65 |    |
| 20. | 4 | David Ovsepyan           | Ukrajna            | 2:12.86 |    |
| 21. | 2 | Alain Bernardeschi       | Svájc              | 2:12.90 |    |
| 22. | 4 | Marijan Goricki          | Horvátország       | 2:12.96 |    |
| 23. | 1 | Tibor Holicky            | Szlovákia          | 2:13.98 |    |
| 24. | 4 | David Thomasberger       | Németország        | 2:14.28 |    |
| 25. | 2 | Sascha Zwirschitz        | Ausztria           | 2:16.34 |    |
| 26. | 1 | Julien Henx              | Luxemburg          | 2:16.40 |    |
| 27. | 1 | Roman Dmitritsenko       | Észtország         | 2:17.39 |    |
| 28. | 3 | Tomás Silva              | Portugália         | 2:18.24 |    |
| 29. | 1 | Dmitrijs Suhusins        | Lettország         | 2:18.78 |    |
| 30. | 1 | Stefan Jankulovski       | Észak-Macedónia    | 2:23.04 |    |

## Döntő
| A döntő | A döntő                  | A döntő            | A döntő | A döntő |
| H       | Név                      | Nemzet             | E       | Mj      |
| ------- | ------------------------ | ------------------ | ------- | ------- |
| Arany   | Matthew Johnson          | Egyesült Királyság | 2:04.35 |         |
| Ezüst   | Mikhail Dovgalyuk        | Oroszország        | 2:05.60 |         |
| Bronz   | Földházi Dávid           | Magyarország       | 2:06.58 |         |
| 4       | Etay Gurevich            | Izrael             | 2:07.37 |         |
| 5       | Jakub Tobias             | Csehország         | 2:09.44 |         |
| 6       | Alexandre Redon          | Franciaország      | 2:09.94 |         |
| 7       | Dominik Macie Ciezkowski | Lengyelország      | 2:11.32 |         |
| 8       | Jaume Jimenez            | Spanyolország      | 2:12.56 |         |
| B döntő |                          |                    |         |         |
| H       | Név                      | Nemzet             | E       | Mj      |
| 1       | Christian Rosso          | Olaszország        | 2:09.43 |         |
| 2       | Alpkan Ornek             | Törökország        | 2:10.39 |         |
| 3       | Lucas Greven             | Hollandia          | 2:10.59 |         |
| 4       | Adam Paulsson            | Svédország         | 2:10.71 |         |
| 5       | Dieter Ruijten           | Belgium            | 2:11.28 |         |
| 6       | Sean O'brien             | Írország           | 2:12.02 |         |
| 7       | Pavel Chaikou            | Fehéroroszország   | 2:12.42 |         |
| 8       | Tuomas Pokkinen          | Finnország         | 2:12.58 |         |